# پایلوت تراول جی
پایلوت تراول جی (انگلیسی: Pilot Flying J) شرکت خرده‌فروشی آمریکایی است، که در سال ۱۹۸۱ توسط جیم هاسلام تأسیس شد.